# 折原美都
折原美都（日语：おりはら みと；1964年1月27日—），本名矢口美佐惠，日本女性漫畫家。早期大然文化出版之漫畫皆以「折原みと」這名字出版，而東立、正文社、長鴻出版社均以「折原美都」這名字出版其作品。

## 經歷
折原美都就讀小學時已開始接觸漫畫，高中時期更參與製作同人誌，並以少女漫畫風格繪畫幻想與戰爭一類作品。她高中畢業曾計劃考進美術大學或加入動畫製作公司，但不順利而另擇電影導演為目標，上京後一度靠擔任臨時演員和到雜誌社工作維生，直至1985年才出道成為漫畫家，同年在角川書店《月刊Asuka》中發行首部少女漫畫《ベストガールになりたいの》。
折原美都先後透過講談社、 白泉社等出版社出版逾150部作品，包括漫畫、小說、雜文、連環畫、詩集及隨筆。其中以漫畫代表作《燦爛時光》（原名《時の輝き》）受到讀者歡迎，除了售出110萬本和獲選為1990年第一暢銷書籍外，亦曾改編成1995年由高橋由美子、山本耕史主演的同名電影。而其少女夢幻小說《OVER生於死的愛戀》（又名《大聲說愛我》）也曾獲製成動畫。
折原美都現居住在神奈川縣逗子市，其不少作品均有描寫鎌倉、逗子兩地景色。

## 作品

### 漫畫
大然出版:
- 《純情的雷神》
- 《偶像騎士》
- 《畢業前1000日》
- 《琉璃公主》（全4冊）
- 《天使護衛》（全4冊）
- 《神族小精靈》（全11冊）
- 《淡淡檸檬香的初戀》
- 《妳是我的珍愛》
- 《星色的羽翼》
- 《永遠的依戀》

正文社出版:
- 《少年馴象師》

東立出版:
- 《Cherry！》（全2冊）
- 《超妖精傳說》（全2冊）
- 《漂亮壞男孩》
- 《國3夏天》
- 《瞳之迷宮》
- 《星星戀人》
- 《和你在一起》
- 《有妳在身邊》
- 《讓時光停止》
- 《千年慕情》
- 《我不是乖小孩》
- 《佳人有難》
- 《佳人無恙》
- 《明天會更好》
- 《好想好想你》
- 《燦爛時光》
- 《你就是愛》
- 《偶像記者》
- 《難以捨棄的愛》
- 《你給我的夢想》
- 《一路上牽你的手》
- 《我在妳身邊》
- 《生之想望》
- 《㩦手同行》
- 《愛的記憶》
- 《愛犬奇蹟》
- 《永遠在一起》
- 《就算你成了回憶》
- 《星戀傳說》（全4冊）
- 《天使治療室》（全7冊）
- 《好想見你，寶貝》
- 《好想抱你，寶貝》
- 《永遠的鼓動》（全2冊）

長鴻出版:
- 《媽媽，謝謝妳》

少年儿童出版社初版：
- 《憧憬的季节》
- 《耀眼的光芒》
- 《启程的日子》
- 《两秒的距离》

### 小說
- 《阿那托魯星傳》
- 《金色沙漠王》
- 《銀色星公主》
- 《夢幻愛情》
- 《天使降臨的夜晚》
- 《聽見天使的眼淚》
- 《永遠看得見的日子》
- 《2100年的人魚公主》
- 《回歸大海的那一天》
- 《這個夏天……》
- 《OVER生於死的愛戀》
- 《幸福之謎》[5]

## 外部連結
- 折原みと(mito_orihara)的X（前Twitter）
- 折原みと 公式ホームページ
- 折原みとオフィシャルブログ「海とわんこと折原みと。」 （页面存档备份，存于）
- 折原 みと Mito Orihara - 現代ビジネス （页面存档备份，存于）